# PB-113

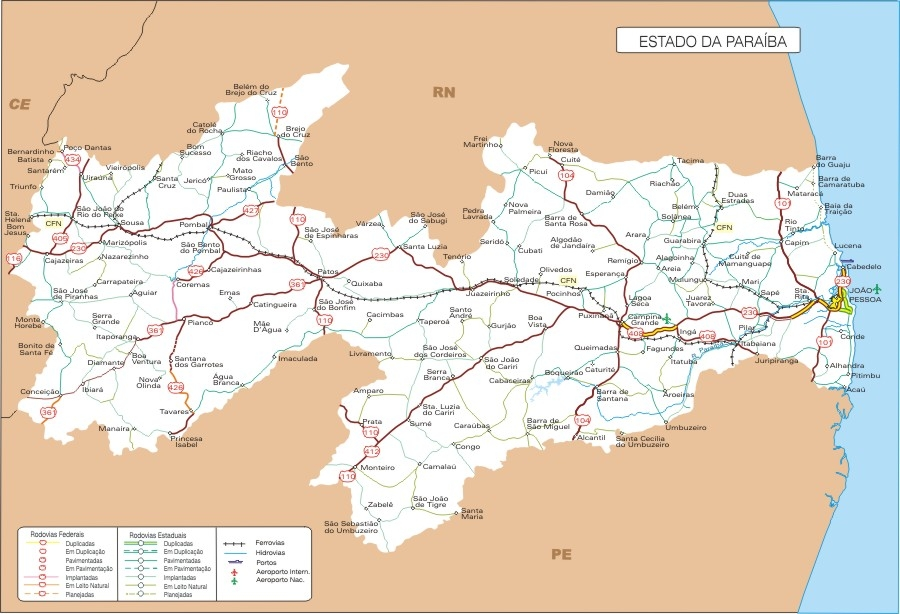
Mapa Rodoviário da Paraíba

A PB-113 é uma rodovia brasileira do estado da Paraíba com uma dimensão de 21,5 km. Ela liga o município de Montadas ao município de Campina Grande via o distrito e povoado de São Pedro (Campinote) e Pai Domingos, respectivamente, pertencentes ao município de Lagoa Seca e o povoado de Jenipapo na divisão de Lagoa Seca com o município de Puxinanã e Campina Grande. A Rodovia segue o leito natural de 12 Km de Montadas a Pai Domingos, na entrada da PB-099; no trecho não coincidente, liga Entrada PB-099 a povoado de Jenipapo em leito natural por 4 Km e de Jenipapo a Campina Grande no trecho não coincidente já pavimentado de 6,5 Km.